# Zeeteah Massiah
Zeeteah Silveta Massiah (née le 24 décembre 1956 à Saint John (Barbade)) est une chanteuse anglaise.

## Biographie
Zeeteah déménage à Londres avec ses parents à l'âge de cinq ans. Son prénom est à l'origine orthographié Zeitia. Adolescente, elle enregistre une reprise de We Got A Good Thing Going de The Jackson Five dans un style reggae pour Trojan Records. Elle enregistre deux autres morceaux de reggae pour le label.
En 1984, Massiah apparaît pendant neuf mois dans le rôle de Chiffon dans la comédie musicale à succès Little Shop of Horrors à Londres.
Elle est choriste pour des artistes tels que Barry Manilow et Boy George, et fait des tournées avec Michael Bolton, Climie Fisher et Paul Weller. En 1988, elle chante avec Kim Wilde lors de la tournée européenne de BAD de Michael Jackson et, en 1994-1995, parcourt le monde avec Tom Jones. Elle fait de nombreuses tournées avec Eikichi Yazawa et Johnny Hallyday.
En 1993, Massiah est la chanteuse principale de la chanson d'Arizona Slide on the Rhythm, remixée plus tard par C+C Music Factory, qui est n°1 du Billboard Dance Chart aux États-Unis, puis de I Specialize in Love, n°1 au Royaume-Uni.
Fort de son succès avec Arizona, Massiah signe un accord avec Virgin Records et sort deux singles : Sexual Prime et This Is The Place. En 1996, elle est finaliste du concours de sélection du Royaume-Uni au Concours Eurovision de la chanson 1996 avec A Little Love. Elle est troisième des quatre derniers participants.
En 2001, Massiah déménage à Cologne, en Allemagne, où elle travaille avec un large éventail de musiciens et enregistre le single Lovely Deep. Pendant ce temps, elle passe neuf mois en tant que choriste dans le spectacle Fantissima et trois mois en tournée au Japon avec Eikichi Yazawa.
En 2012, elle revient à Londres pour lancer un nouveau projet musical avec son mari, Paul Caplin. Elle se produit régulièrement avec son groupe, The Disciples, en interprétant des chansons composées par Caplin, ainsi que pour ses propres interprétations de classiques musicaux. Elle publie deux albums, tous deux produits par Caplin : Juice (2014), un album de chansons originales, et Maybe Tomorrow (2016), une collection de classiques.
En 2018, Caplin et Massiah annoncent leur intention de publier de la musique ensemble en tant que duo. Le premier single de Caplin & Massiah, intitulé All You, sort le 13 juillet 2018.

## Discographie

### Singles
- 1980 We Got A Good Thing Going
- 1980 A Love Like Yours
- 1981 I'm Still Waiting
- 1991 (Homegirl) Sing The Blues
- 1992 Feel My Love
- 1993 Slide on the Rhythm – Arizona feat. Zeitia
- 1994 This Is The Place
- 1994 Keep It Up – Sharada House Gang feat. Zeitia Massiah
- 1994 I Specialize in Love – Arizona feat. Zeitia
- 1996 Sweet Love – With It Guys feat. Zeitia
- 1996 Sexual Prime
- 1997 You Got It – Fargetta feat. Zeitia Massiah (cinq titres de l'album)
- 1997 Beat of Green – Fargetta feat. Zeitia Massiah
- 1998 Wishing on a Star – Curtis & Moore presenting Zeitia Massiah (remixé par Mousse T)
- 1998 Wishing on a Star Part 2 – Curtis & Moore presenting Zeitia Massiah
- 1998 Baby Come Back – North on 41 feat. Zeitia Massiah
- 1998 You Came – North on 41 feat. Zeitia Massiah
- 2005 Lovely Deep
- 2014 Whatever This Is

### Albums
- 2013 Live in London
- 2014 Juice
- 2016 Maybe Tomorrow

### En tant que choriste
Singles
- 1989 Keep Each Other Warm – Barry Manilow
- 1989 Strong Enough – Robbie FranceOne Nation
- 1989 What You See – One Nation
- 1989 My Commitment – One Nation
- 1990 Sweet Meat – The Soup Dragons
- 1990 Close to You – Maxi Priest
- 1991 Born Free – Vic Reeves
- 1994 Generations of Love – Boy George
- 1994 Rock My Heart – Haddaway
- 1995 Let's Push It – Nightcrawlers
- 1995 Should I Ever – Nightcrawlers
- 1995 You Lift Me Up – Nightcrawlers
- 1996 Born Free – Happy Clappers
- 1996 Maria – Eikichi Yazawa
- 1996 Naked – Louise

Albums
- 1989 Trouble in the Home – Thrashing Doves
- 1991 Abracadabra – ABC
- 1993 Parc des Princes – Johnny Hallyday
- 1996 Smashing! – Right Said Fred
- 1999 Absolute O'Brien – Richard O'Brien